# Teorema de fluctuación-disipación
El teorema de fluctuación-disipación (FDT por sus siglas en inglés) o relación de fluctuación-disipación (FDR) es una potente herramienta en física estadística para predecir el comportamiento de sistemas que obedecen un balance detallado. Si un sistema obedece un balance detallado, el teorema es una demostración general de que las fluctuaciones térmicas en una variable física predicen la respuesta cuantificada por la admitancia o impedancia de la misma variable física (como el voltaje, la diferencia de temperatura, etc.) y viceversa. El teorema de fluctuación-disipación es aplicable tanto a sistemas clásicos como cuánticos.
El teorema de fluctuación-disipación se basa en la suposición de que la respuesta de un sistema en equilibrio termodinámico a la aplicación de una fuerza pequeña es la misma que su respuesta a una fluctuación espontánea. Por tanto, el teorema conecta la relajación de respuesta lineal de un sistema desde un estado de no equilibrio preparado con sus propiedades de fluctuación estadística en el equilibrio. A menudo, la respuesta lineal toma la forma de uno o más decaimientos exponenciales.
El teorema de fluctuación-disipación fue formulado originalmente por Harry Nyquist en 1928, y demostrado más tarde por Herbert Callen y Theodore A. Welton en 1951.

## Interpretación cualitativa y ejemplos
El teorema de fluctuación-disipación afirma que cuando existe un proceso que disipa energía, transformándola en calor (como la fricción), existe un proceso inverso relacionado con fluctuaciones térmicas. Se puede entender de forma más sencilla considerando algunos ejemplos.
- Arrastre y movimiento browniano.

Si un objeto se mueve en un fluido, experimenta arrastre (resistencia del aire o del fluido). El arrastre disipa energía cinética, transformándola en calor. La fluctuación correspondiente es el movimiento browniano. Un objeto en un fluido no permanece inmóvil, sino que se mueve con una velocidad pequeña que cambia rápidamente, debido a que las moléculas del fluido chocan con ella. El movimiento browniano convierte energía calorífica en energía cinética, el inverso del arrastre.
- Resistencia y ruido de Johnson.

Si una corriente eléctrica circula por un cable cerrado con un resistor, la corriente caerá rápidamente a cero por la resistencia. La resistencia disipa energía eléctrica, transformándola en calor (efecto Joule). La fluctuación correspondiente es el ruido de Johnson. Un cable cerrado con un resistor no tiene realmente corriente nula, sino que tiene una corriente que fluctúa rápidamente debido a las fluctuaciones térmicas de los electrones y los átomos en el resistor. El ruido de Johnson convierte la energía térmica en energía eléctrica, el inverso de la resistencia.
- Absorción de luz y radiación térmica.

Cuando la luz incide en un objeto, parte de la luz es absorbida, haciendo que el objeto se caliente. De esta forma, la absorción de luz transforma energía lumínica en calor. La fluctuación correspondiente es la radiación térmica (como el brillo de un objeto al rojo vivo). La radiación térmica transforma energía térmica en energía lumínica, el inverso de la absorción de luz. De hecho, la ley de Kirchhoff de la radiación térmica confirma que cuanto más efectivo sea el objeto absorbiendo luz, más radiación térmica emite.

## Ejemplos en detalle
El teorema de fluctuación-disipación es un resultado general de termodinámica estadística que cuantifica la relación entre las fluctuaciones en un sistema en equilibrio térmico y la respuesta del sistema a la aplicación de perturbaciones.
Así, el teorema permite por ejemplo el uso de modelos moleculares para predecir propiedades materiales en el contexto de teoría de respuesta lineal. El teorema supone que las perturbaciones aplicadas, como fuerzas mecánicas o campos eléctricos, son lo bastante débiles para que la velocidad de relajación no varíe.

### Movimiento browniano
Por ejemplo, Albert Einstein apuntó en su artículo de 1905 sobre el movimiento browniano que las mismas fuerzas aleatorias que causan el movimiento errático de una partícula en movimiento browniano causarían también arrastre si la partícula fuera empujada a través del fluido. En otras palabras, la fluctuación de la partícula en reposo tiene el mismo origen que la fuerza de fricción disipativa que uno tiene que vencer si trata de perturbar el sistema en una dirección particular.
A partir de esta observación, Einstein pudo utilizar mecánica estadística para derivar la relación de Einstein-Smoluchowski
{\displaystyle D={\mu \,k_{B}T}}
que conecta la constante de difusión D y la movilidad de la partícula μ, la razón de la velocidad de deriva final frente a la fuerza aplicada. kB es la constante de Boltzmann, y T es la temperatura absoluta.

### Ruido térmico en un resistor
En 1928, John B. Johnson descubrió y Harry Nyquist explicó el ruido de Johnson-Nyquist. Sin aplicar corrientes, el voltaje cuadrático medio depende de la resistencia R, {\displaystyle k_{B}T}, y el ancho de banda {\displaystyle \Delta \nu } sobre el que se mide el voltaje:
{\displaystyle \langle V^{2}\rangle =4Rk_{B}T\,\Delta \nu .}

## Formulación general
El teorema de fluctuación-disipación se puede formular de muchas formas. Una particularmente útil es la siguiente.
Sea {\displaystyle x(t)} {\displaystyle H_{0}(x)} sujeto a fluctuaciones térmicas. El observable {\displaystyle x(t)} fluctuará alrededor de su valor medio {\displaystyle \langle x\rangle _{0}} con fluctuaciones caracterizadas por un espectro {\displaystyle S_{x}(\omega )=\langle {\hat {x}}(\omega ){\hat {x}}^{*}(\omega )\rangle }. Supongamos que podemos activar un campo constante espacialmente y temporalmente variable {\displaystyle f(t)}que modifica el hamiltoniano a {\displaystyle H(x)=H_{0}(x)+f(t)x}. La respuesta del observable {\displaystyle x(t)} {\displaystyle f(t)} está caracterizada a primer orden por la susceptibilidad o función de respuesta lineal
{\displaystyle \chi (t)} del sistema
{\displaystyle \langle x(t)\rangle =\langle x\rangle _{0}+\int \limits _{-\infty }^{t}\!f(\tau )\chi (t-\tau )\,d\tau ,}
donde la perturbación se activa adiabáticamente (muy lentamente) en {\displaystyle \tau =-\infty }.
El teorema de fluctuación-disipación relaciona el espectro bilátero (con frecuencias positivas y negativas) de {\displaystyle x} con la parte imaginaria de la transformada de Fourier {\displaystyle {\hat {\chi }}(\omega )} de la susceptibilidad {\displaystyle \chi (t)}:
{\displaystyle S_{x}(\omega )={\frac {2k_{\mathrm {B} }T}{\omega }}\mathrm {Im} \,{\hat {\chi }}(\omega ).}
El lado izquierdo de la ecuación describe las fluctuaciones en {\displaystyle x}, el lado derecho está íntimamente relacionado con la energía disipada por el sistema cuando es impulsado por un campo oscilatorio {\displaystyle f(t)=F\sin(\omega t+\phi )}.
Esta es la forma clásica del teorema. Las fluctuaciones cuánticas se tienen en cuenta reemplazando {\displaystyle 2k_{\mathrm {B} }T/\omega } {\displaystyle {\hbar }\,\coth(\hbar \omega /2k_{\mathrm {B} }T)} (cuyo límite cuando {\displaystyle \hbar \to 0}es {\displaystyle 2k_{\mathrm {B} }T/\omega }). Se puede demostrar utilizando la reducción LSZ, una identidad de teoría cuántica de campos.
El teorema de fluctuación-disipación se puede generalizar de forma directa al caso de campos con dependencia espacial, al caso de varias variables o al marco mecano-cuántico.

## Derivación
Derivaremos el teorema de fluctuación-disipación en la forma de la sección anterior y utilizando la misma notación. Consideramos el siguiente caso: El campo f lleva activo un tiempo infinito y se desactiva en t=0
{\displaystyle f(t)=f_{0}\theta (-t).}
Se puede expresar el valor esperado de x con la distribución de probabilidad W(x,0) y la probabilidad de transición {\displaystyle P(x',t|x,0)}
{\displaystyle \langle x(t)\rangle =\int dx'\int dx\,x'P(x',t|x,0)W(x,0).}
La función de distribución de probabilidad W(x,0) es una distribución de equilibrio y por tanto viene dada por la distribución de Boltzmann del hamiltoniano {\displaystyle H(x)=H_{0}(x)-xf_{0}}
{\displaystyle W(x,0)={\frac {\exp(-\beta H(x))}{\int dx'\,\exp(-\beta H(x'))}}\;,}
donde {\displaystyle \beta ^{-1}=k_{\rm {B}}T}. Para un campo débil {\displaystyle \beta xf_{0}\ll 1}, se puede expandir el lado derecho de la ecuación,
{\displaystyle W(x,0)\approx W_{0}(x)[1+\beta f_{0}(x-\langle x\rangle _{0})],}
donde {\displaystyle W_{0}(x)} es la distribución de equilibrio en ausencia de un campo. Introduciendo esta aproximación en la fórmula para {\displaystyle \langle x(t)\rangle } se obtiene
{\displaystyle \langle x(t)\rangle =\langle x\rangle _{0}+\beta f_{0}A(t),}
donde A(t) es la función de autocorrelación de x en ausencia de un campo,
{\displaystyle A(t)=\langle [x(t)-\langle x\rangle _{0}][x(0)-\langle x\rangle _{0}]\rangle _{0}.}
Es importante remarcar que en ausencia de campos el sistema es invariante bajo traslaciones temporales. Podemos reescribir {\displaystyle \langle x(t)\rangle -\langle x\rangle _{0}} usando la susceptibilidad del sistema y por tanto encontrar con la ecuación anterior
{\displaystyle f_{0}\int _{0}^{\infty }d\tau \,\chi (\tau )\theta (\tau -t)=\beta f_{0}A(t)}
En consecuencia,
{\displaystyle -\chi (t)=\beta {\operatorname {d} A(t) \over \operatorname {d} t}\theta (t).}
Para hacer afirmaciones sobre la dependencia con la frecuencia es necesario tomar la transformada de Fourier de la ecuación anterior. Integrando por partes, se puede probar que
{\displaystyle -{\hat {\chi }}(\omega )=i\omega \beta \int \limits _{0}^{\infty }\mathrm {e} ^{-i\omega t}A(t)\,dt-\beta A(0).}
Dado que {\displaystyle A(t)}
{\displaystyle 2\,\mathrm {Im} [{\hat {\chi }}(\omega )]=\omega \beta {\hat {A}}(\omega ).}
Por último, para procesos estacionarios, el teorema de Wiener-Khinchin afirma que la densidad espectral bilátera es igual a la transformada de Fourier de la función de autocorrelación,
{\displaystyle S_{x}(\omega )={\hat {A}}(\omega ).}
Por tanto, se sigue que
{\displaystyle S_{x}(\omega )={\frac {2k_{\text{B}}T}{\omega }}\,\mathrm {Im} [{\hat {\chi }}(\omega )].}

## Violaciones en sistemas vidriosos
Mientras que el teorema de fluctuación-disipación provee una relación general entre la respuesta de sistemas en equilibrio a perturbaciones externas y sus fluctuaciones espontáneas, no se conoce ninguna relación general para sistemas fuera del equilibrio. Los sistemas vidriosos a bajas temperaturas, así como los vidrios reales, se caracterizan por aproximaciones lentas a estados de equilibrio. Por tanto, estos sistemas requieren de grandes escalas de tiempo para estudiarse fuera del equilibrio.
A mediados de los años 1990, en el estudio de la dinámica fuera del equilibrio en modelos de vidrios de espín, se descubrió una generalización del teorema de fluctuación-disipación que se cumple para sistemas no estacionarios asintóticos, donde la temperatura que aparece en la relación de equilibrio se sustituye por una temperatura efectiva con una dependencia no trivial en la escala temporal. Se ha propuesto que esta relación se cumple en sistemas vidriosos más allá de los modelos para los que se encontró inicialmente.

## Versión cuántica
La entropía de Rényi, así como la entropía de von Neumann en física cuántica no son observables, ya que dependen de forma no lineal de la matriz de densidad. Recientemente, Ansari y Nazarov probaron una correspondencia exacta que revela el significado físico del flujo de entropía de Rényi en el tiempo. Esta correspondencia es similar al teorema de fluctuación-disipación en espíritu y permite la medida de la entropía cuántica usando full-counting statistics (FCS) de las transferencias de energía.